# Vahermajärvi
Vahermanjärvi eller Vahermajärvi är en sjö i Lojo stad i Finland.   Den ligger i landskapet Nyland, i den södra delen av landet, 70 km nordväst om huvudstaden Helsingfors. Vahermanjärvi ligger 110,1 meter över havet. Den ligger vid sjön Saarijärvi. I omgivningarna runt Vahermanjärvi växer i huvudsak barrskog. Arean är 2 kvadratkilometer och strandlinjen är 9,7 kilometer lång. Sjön  ingår i Karisåns huvudavrinningsområde. 